# Безвірник

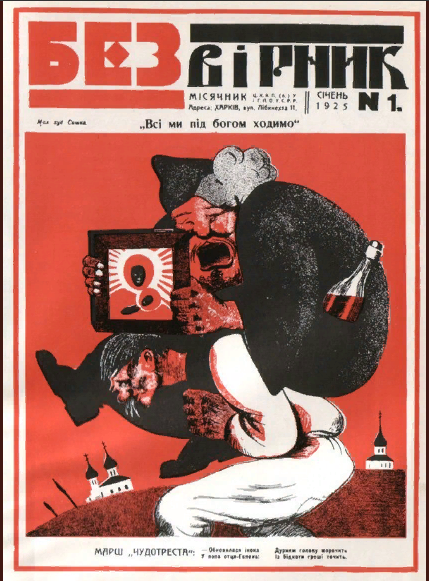
Обкладинка журналу «Безвірник» 1925 рік. Січень. № 1.

«Безві́рник» — науково-популярний антирелігійний журнал, видання Центральної Ради спілки войовничих безвірників України.
У 1923-1924 роках журнал видавався в Києві українською мовою, як видання Київського губкому КП(б)У.
Виходив українською мовою у 1924—35 роках в Харкові.
1925-1927 по 12 №№ в рік; 1928 — 15 №№; 1929-1932 по 24 №№ в рік: 1933 — 18 №№: 1934-1935 по 12 №№ на рік.
Видання органів: 1925-1926 № 10 — ЦК КП(б)У і Главполітпросвіт УРСР; 1926 № 11 / 12-1928 — Всеукраїнська рада Союзу безбожників і Управління політосвіти НКП УРСР.
Редакційна колегія: М. Новицький - відповідальний редактор, Н. Білярчик, І. Гаїбов, Дм. Ігнатюк, А. Івановський, А. Коршіков, В. Петров, І. Поляков. Технічний редактор Н. Гнатченко.